# 中村立行
中村 立行（なかむら りっこう、1912年7月31日 - 1995年3月30日）は日本の写真家である。本名は中村立行（なかむらたつゆき）。
神戸市出身。東京美術学校（現東京芸術大学）卒業後小学校の図画の先生をしていて、「毎晩1升近く飲んでいた酒を減らせれば」と夜できる道楽を探していて、飲み屋で誰かが借金の支払いとして置いて行った六櫻社（コニカを経て現コニカミノルタ）製のパーレットオプターF6.3付きを安価に入手したのが写真を始めたきっかけになった。ただ押し入れで現像をするようになっても押し入れにコップを持ち込み酒量は減らなかったという。
パーレットはヴェスト・ポケット・コダックのコピー品で撮影範囲を見当で決めなければならず構図を考えるのが難しかったため、厳密に構図を決められる二眼レフカメラのローライが欲しくなったが、月給が60円の時代に数百円したため高価で到底購入できず、1943年末にミノルタ（現コニカミノルタ）製のミノルタフレックスI型プロマーF3.5付きを購入した。
1944年5月8日夜宿直中に灯火管制の元で閃光粉を炊いて撮影した『小使いさん』と題した写真が1947年にアルスカメラの月例コンテストに初入選、写真にのめり込むことになった。